# Nothing Personal (2009)
Nothing Personal is een Nederlands-Ierse dramafilm uit 2009 van de in Polen geboren Nederlandse regisseuse Urszula Antoniak. Na vertoning op filmfestivals in Locarno, Utrecht en Warschau ging de film op 10 december 2009 in de Nederlandse bioscopen in première.

## Verhaal
De jonge rebel Anne wil ontsnappen aan haar verdriet. Nadat ze alles heeft weggegooid, kiest ze voor een leven als zwerver. Op een dag ontmoet ze de vijftiger Martin, die in een afgezonderd huisje aan de Ierse kust woont.

## Rolverdeling
| Acteur        | Personage |
| ------------- | --------- |
| Lotte Verbeek | Anne      |
| Stephen Rea   | Martin    |

## Prijzen
- Gouden Kalf (Nederlands Film Festival 2009)
  - Beste lange speelfilm
  - Beste regie
  - Beste camera
  - Beste sound design
- Luipaard (Internationaal filmfestival van Locarno)
  - Beste speelfilmdebuut
  - Beste actrice (Lotte Verbeek)